# 캐서린 알렉산더

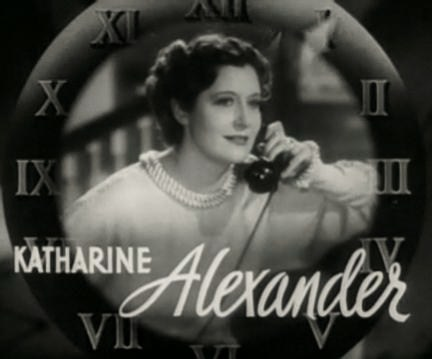

캐서린 알렉산더(Katharine Alexander, 1898년 9월 22일 ~ 1981년 1월 10일)는 미국의 배우, 영화배우이다.
포트스미스에서 태어났다.

## 영화
- 포 더 러브 오브 메리 (1948년)
- 키스 앤 텔 (1945년)
- 더 휴먼 코미디 (1943년)
- 배니싱 버지니안 (1942년)
- 댄스, 걸, 댄스 (1940년)
- 브로드웨이 세레나데 (1939년)
- 노틀담의 꼽추 (1939년)
- 어느 날 밤의 살인사건 (1935년)
- 배릿 오브 윔폴 스트리트 (1934년)
- 명절에 나타난 저승사자 (1934년)